# Lil Tjay
Lil Tjay, pseudonimo di Tione Jayden Merritt (New York, 30 aprile 2001), è un rapper statunitense.
Nato e cresciuto nel Bronx a New York, ha firmato un contratto con la Columbia Records nel 2017. Conosciuto soprattutto grazie alla collaborazione con Polo G nel brano Pop Out, l'11 ottobre 2019 ha fatto uscire il suo primo album, True 2 Myself, che ha raggiunto la quinta posizione nella Billboard Hot 200.

## Biografia
Ha iniziato a pubblicare brani a 16 anni su SoundCloud, tra cui Resume e Brothers. Il primo venne registrato in un appartamento nel Bronx, il secondo vanta 81 milioni di visualizzazioni su YouTube e 44 milioni di ascolti su SoundClound che attirarono l'attenzione della Columbia Records, che lo mise sotto contratto.
A luglio 2018 ha collaborato con Cash Money AP pubblicando None of Your Love, che ha raggiunto 18,2 milioni di ascolti in otto mesi. Successivamente, nel 2019, ha cantato Pop Out con Polo G, arrivato all'11º posto nella Billboard Hot 100. A settembre 2018 ha pubblicato Leaked che in meno di una settimana ha raggiunto i 600.000 ascolti su SoundCloud e, alla fine del 2018, ha pubblicato un EP con un lungometraggio in cui compare il rapper YNW Melly.
L'11 ottobre 2019 Merritt ha pubblicato il suo primo album True 2 Myself che contiene brani con i rapper Lil Baby e Lil Wayne. L'album ha raggiunto il numero 5 nella Billboard 200 ed è entrato nella Billboard Hot 100 con il singolo F.N.
A inizio 2020 sono usciti il singolo 20/20 e l'EP State of Emergency che comprende sette brani, tra cui Zoo York, realizzato in collaborazione con Pop Smoke e Fivio Foreign. Il progetto ha ricevuto una recensione negativa da NME.
Il 12 febbraio 2021 Merritt ha pubblicato il singolo Calling My Phone in collaborazione con 6lack. Il brano ha raggiunto la terza posizione della Billboard Hot 100, la prima posizione della Billboard Canadian Hot 100 e la seconda posizione in Grecia, Irlanda, Nuova Zelanda e Regno Unito.
Il 19 marzo 2021 ha pubblicato il singolo Headshot in collaborazione con Polo G e Fivio Foreign.
Il 31 marzo 2021 ha pubblicato Born 2 Be Great, sesto e ultimo singolo estratto dal secondo album in studio Destined 2 Win, pubblicato il 2 aprile 2021.
Il 22 giugno 2022 è stato colpito in una sparatoria mentre si trovava nel New Jersey ed è stato ricoverato in condizioni critiche. Dopo diversi mesi passati in ospedale, ha annunciato il ritorno sulla scena per un tour musicale.

## Stile musicale
Lil Tjay canta principalmente in inglese, introducendo qualche parola in spagnolo, anche se non lo parla fluidamente.
Ha dichiarato che i rapper che lo hanno influenzato maggiormente sono stati Drake e Meek Mill. I suoi testi raccontano principalmente della sua vita, delle lotte che ha combattuto e ha dichiarato che il suo successo è dovuto anche al periodo in cui è stato in prigione.

## Esibizioni dal vivo
Lil Tjay ha accompagnato il rapper di Seattle Lil Mosey nel suo tour nazionale per tutto il 2019. Ha partecipato al Festival musicale di Miami, Rolling Loud, dove hanno partecipato anche Travis Scott, Kid Cudi e i Migos a Miami Gardens in Florida e al festival di Los Angeles nel 2019.

## Discografia

### Album in studio
- 2019 – True 2 Myself
- 2021 – Destined 2 Win
- 2023 – 222

### EP
- 2017 – No Comparison
- 2018 – F.N
- 2020 – State of Emergency

### Singoli
- 2018 – Leaked
- 2018 – Brothers
- 2018 – Long Time
- 2018 – Goat
- 2018 – Resume
- 2018 – Ride for You
- 2018 – Pa$to
- 2019 – Ruthless (con Jay Critch)
- 2019 – Laneswitch
- 2019 – F.N
- 2019 – Hold On
- 2019 – Go In
- 2019 – Leaked (Remix) (feat. Lil Wayne)
- 2020 – 20/20
- 2020 – First Place (con Polo G)
- 2020 – Fade Away (con The Kid Laroi)
- 2020 – Ice Cold
- 2020 – Losses
- 2020 – Move On
- 2020 – None of Your Love
- 2021 – Calling My Phone (feat. 6lack)
- 2021 – Headshot (con Polo G e Fivio Foreign)
- 2021 – Born 2 Be Great
- 2021 – The Jackie (con Bas e J. Cole)
- 2021 – Dreams Unfold (con Joyner Lucas)
- 2021 – Not in the Mood (feat. Fivio Foreign e Kay Flock)
- 2022 – In My Head
- 2022 – Going Up
- 2022 – Beat the Odds
- 2022 – Give You What You Want
- 2023 – High Price (con Morray)
- 2023 – Same Friends (con Charlieonnafriday)
- 2023 – Pain Talk (con Sleepy Hallow)
- 2023 – June 22nd
- 2023 – Project Walls (feat. YoungBoy Never Broke Again)
- 2023 – I Should've Known (feat. Kyle Richh)
- 2024 – Told Ya
- 2024 – No No
- 2024 – Took A White (Be Us)
- 2024 – Step Up (con Yailin La Más Viral)
- 2024 – Way Out the Hood (solo o con Polo G)
- 2024 – Legacy
- 2024 – Still Love You
- 2024 – Let It Go Baby
- 2025 – Apex

#### Collaborazioni
- 2019 – Pop Out (Polo G feat. Lil Tjay)
- 2019 – Like This (Sky Katz feat. Lil Tjay)
- 2019 – Your Love (Drama Relax feat. Tory Lanez & Lil Tjay)
- 2019 – Slide (French Montana feat. Blueface & Lil Tjay)
- 2019 – Pray For Me (Izay feat. Lil Tjay)
- 2019 – Lying (PrettyMuch feat. Lil Tjay)
- 2019 – War (Pop Smoke feat. Lil Tjay)
- 2020 – All Star (Lil Tecca feat. Lil Tjay)
- 2020 – Only the Team (Rvssian feat. Lil Tjay & Lil Mosey)
- 2020 – Hood Scars 2 (J.I the Prince of N.Y feat. Lil Tjay)
- 2020 – Mood Swings (Pop Smoke feat. Lil Tjay)
- 2020 – Fade Away (The Kid Laroi feat- Lil Tjay)
- 2021 – The Jackie (Bas e J. Cole feat- Lil Tjay)
- 2021 – Best Friends 4L (YNW Melly feat. Lil Tjay)
- 2021 –  In Too Deep (Rasandra feat. Lil Tjay)
- 2021 – Doctor (Hotboii feat. Lil Tjay)
- 2021 – Richard Mille (Capo Plaza feat. Lil Tjay)
- 2022 – Elegance (Nafe Smallz feat. Lil Tjay)
- 2022 – 24hrs (Kaash Paige feat. Lil Tjay)
- 2022 – Eastside (Remix) (North Ave Jax feat. Lil Tjay)
- 2023 – Do You Love Me? (Rich the Kid feat. Lil Tjay)
- 2023 – High Price (Morray feat. Lil Tjay)
- 2023 – Same Friends (Charlieonnafriday feat. Lil Tjay)
- 2023 – Pain Talk (Sleepy Hallow feat. Lil Tjay)
- 2024 – Samolotowy tryb (Malik Montana, Geenaro & Ghana Beats feat. Lil Tjay)
- 2024 – Replay (Shiva feat. Lil Tjay)
- 2025 - Pensando a lei 2 (Shiva feat. Lil Tjay)